# Чесни, Джеймс
Джеймс Чесни (англ. James Chesney; 1934 — 1980) — ирландский католический священник, состоявший в связях с Ирландской республиканской армией и основной подозреваемый в совершении террористического акта в Клоуди 31 июля 1972.

## Биография
До начала вооружённого конфликта в Северной Ирландии отец Джеймс Чесни был священником в курате Каллион в графстве Лондондерри около деревни Десёртмартин. По данным британских спецслужб, не обладал безупречной репутацией и назывался даже «очень плохим человеком».
31 июля 1972 в Клоуди взлетели на воздух три заминированных автомобиля, в результате погибло 9 человек. По версии следствия, Чесни, состоявший в бригаде Южного Дерри ИРА, тайно заминировал все три автомобиля по распоряжению свыше. В сентябре 1972 года полиция арестовала отца Джеймса и обнаружила у него в автомобиле взрывчатку. Попытки Чесни оправдаться и построить алиби не увенчались успехом. Чесни допрашивался двумя высокопоставленными лицами католической церкви: епископами Нилом Фарреном и Эдвардом Дели, но ни тот, ни другой не сумели добиться признания и подтвердить, что Чесни заминировал автомобили.
К концу 1972 года полиция не добилась какого-либо прогресса в деле о взрывах в Клоуди, и Чесни был освобождён. Вскоре отец Джеймс попал в больницу с подозрением на рак, а в декабре уехал в округ Конвой. Позднее он неоднократно пересекал границу Ирландии и Великобритании, но не вызывался ни разу на допросы. В 1980 году он умер от последствий рака.
24 августа 2010 года были рассекречены документы: согласно этим данным, у полиции были все доказательства виновности Чесни, однако правительство Великобритании и Римско-католическая церковь немедленно приказали закрыть дело и отпустить Чесни, поскольку арест католического священника и его осуждение могли безвозвратно запятнать репутацию церкви на Британских островах и вызвать всплеск католических погромов. В итоговом отчёте по рассекреченным документам критике подверглась ещё и сама полиция, поскольку не попыталась отыскать «козла отпущения» и хоть как-либо завершить расследование.